# Marie-Philip Poulin
Marie-Philip Poulin (ur. 28 marca 1991 roku w Beauceville, Quebec, Kanada) – kanadyjska hokeistka, dwukrotna mistrzyni olimpijska w hokeju na lodzie. Zdobywczyni bramek w dwóch olimpijskich finałach.
W sezonie 2007-2008 występowała w zespole Montreal Stars w CWHL. W 16 występach zdobyła 22 bramki i miała 21 asyst. Zajęła drugie miejsce w głosowaniu na MVP sezonu. W 2009 zdobyła z tym zespołem Clarkson Cup. W sezonie 2010-2011 zadebiutowała NCAA w drużynie Boston University Terriers. Pobiła rekord BU w liczbie zdobytych punktów w jednym sezonie. W marcu 2011 została uhonorowana nagrodą Hockey East Rookie of the Year.